# Liste der Biografien/Wilk
Liste der Biografien |
Portal Biografien |
Personensuche
# |
A |
B |
C |
D |
E |
F |
G |
H |
I |
J |
K |
L |
M |
N |
O |
P |
Q |
R |
S |
T |
U |
V |
W |
X |
Y |
Z |
?
 
Wa |
Wc |
Wd |
We |
Wh |
Wi |
Wj |
Wl |
Wn |
Wo |
Wr |
Ws |
Wt |
Wu |
Ww |
Wy |
Wz
 
Wia |
Wib |
Wic |
Wid |
Wie |
Wif |
Wig |
Wih |
Wii |
Wij |
Wik |
Wil |
Wim |
Win |
Wio |
Wip |
Wir |
Wis |
Wit |
Wiv |
Wiw |
Wix |
Wiz
 
Wila |
Wilb |
Wilc |
Wild |
Wile |
Wilf |
Wilg |
Wilh |
Wili |
Wilj |
Wilk |
Will |
Wilm |
Wiln |
Wilo |
Wilp |
Wilr |
Wils |
Wilt |
Wilu |
Wilw |
Wily |
Wilz
Die Liste der Biografien führt alle Personen auf, die in der deutschsprachigen Wikipedia einen Artikel haben. Dieses ist eine Teilliste mit 409 Einträgen von Personen, deren Namen mit den Buchstaben „Wilk“ beginnt.

## Wilk
- Wilk, Brad (* 1968), US-amerikanischer SchlagzeugerBrad Wilk (* 1968)

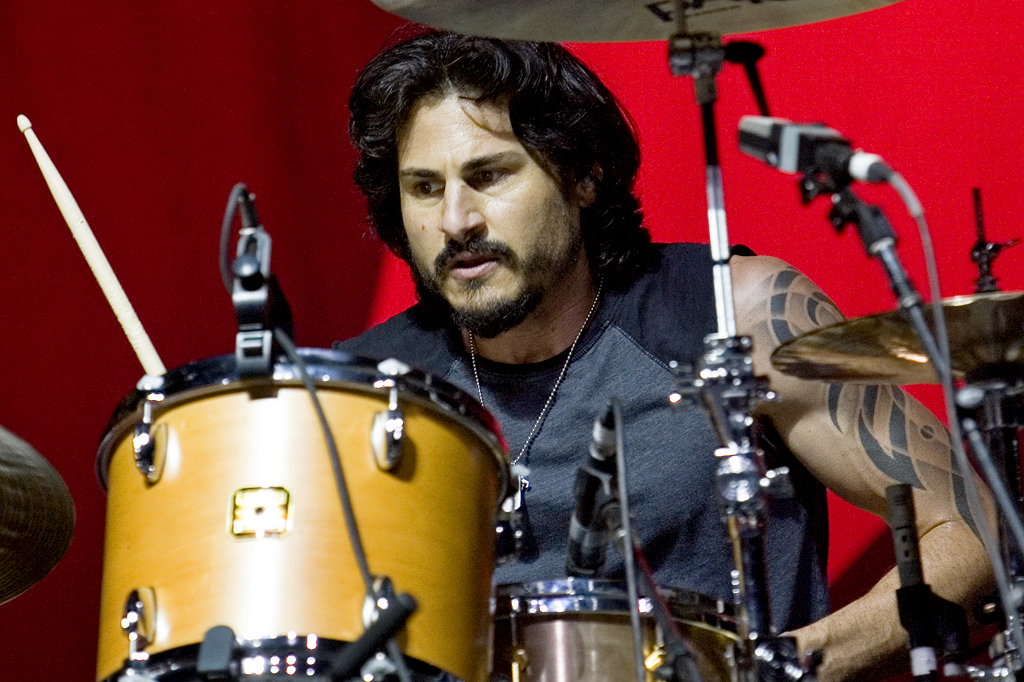
Brad Wilk (* 1968)

- Wilk, Cezary (* 1986), polnischer Fußballspieler
- Wilk, Elvia (* 1989), US-amerikanische Autorin, Journalistin und Redakteurin
- Wilk, Florian (* 1961), deutscher evangelischer Theologe
- Wilk, Heinz von (* 1949), deutscher Autor und Musiker
- Wilk, Helmut (* 1940), deutscher Fußballtorwart
- Wilk, Helmut (* 1955), deutscher Handballspieler und -trainer
- Wilk, Herbert (1905–1977), deutscher Schauspieler
- Wilk, Jacek (* 1974), polnischer Politiker
- Wilk, Jakub (* 1985), polnischer Fußballspieler
- Wilk, Jan Kazimierz (* 1951), römisch-katholischer Geistlicher, Bischof von Anápolis
- Wilk, Janine (* 1977), deutsche Autorin
- Wilk, Mariusz (* 1955), polnischer Autor und Journalist
- Wilk, Martin (* 1970), deutscher Geistlicher und Generalvikar
- Wilk, Max (1920–2011), US-amerikanischer Schriftsteller, Drehbuchautor und Dramaturg
- Wilk, Michael (* 1956), deutscher Autor, Umweltaktivist und AnarchistMichael Wilk (* 1956)

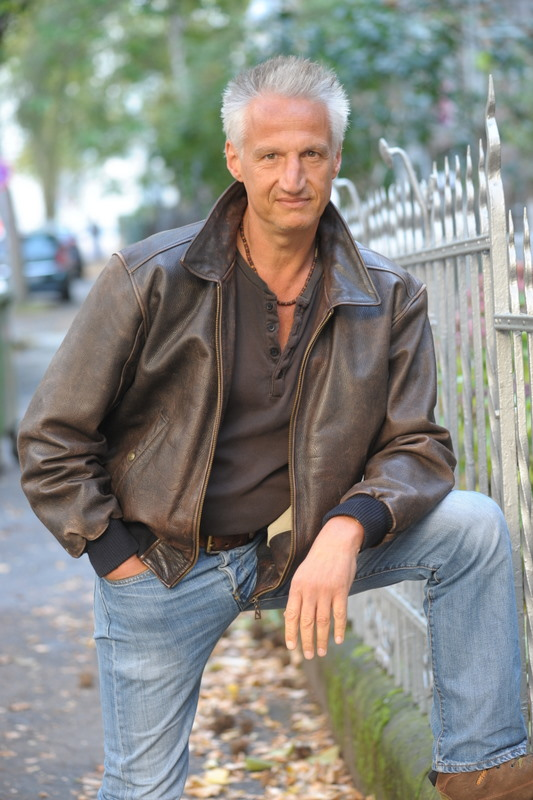
Michael Wilk (* 1956)

- Wilk, Rafał (* 1974), polnischer Speedwayfahrer und Handbiker
- Wilk, Rainer (* 1963), deutscher Fußballspieler
- Wilk, Stanisław (* 1944), polnischer Ordensgeistlicher, Rektor der Katholischen Universität Lublin
- Wilk, Thomas (* 1971), deutscher Politiker (SPD)
- Wilk, Udo-Wolfgang (1928–2016), deutscher Filmregisseur
- Wilk, Werner (1900–1970), deutscher Schriftsteller, Lektor und Redakteur
- Wilk, Wioletta (* 1967), polnische Badmintonspielerin
- Wilk, Wojciech (* 1972), polnischer Politiker (Platforma Obywatelska), Mitglied des Sejm
- Wilk-Mincu, Barbara (* 1939), deutsche Kunsthistorikerin, Bibliothekarin und Heinrich-von-Kleist-Forscherin
- Wilk-Mutard, Johanna (* 1935), österreichische Ballett-Tänzerin, Schauspielerin, Tanzpädagogin und Inhaberin einer Ballettschule

### Wilka
- Wilkas, Matthew (* 1978), US-amerikanischer Schauspieler

### Wilke
- Wilke von Kraack († 1345), Domherr und Dekan zu Lübeck, Domherr zu Schwerin
- Wilke, Albrecht (1843–1902), deutscher Lehrer und Schuldirektor
- Wilke, Alexandra (* 1996), deutsche Basketballspielerin
- Wilke, Alfred (* 1869), preußischer Verwaltungsbeamter und Landrat des Kreises Dinslaken (1916–1918)
- Wilke, Alfred (1902–1993), deutscher Politiker (NSDAP), MdR
- Wilke, Alfred (1921–1997), deutscher Gewerkschafter (FDGB)
- Wilke, Amalie (1876–1954), deutsche Malerin, Karikaturistin und Kopistin
- Wilke, Andrea, deutsche Sängerin und Moderatorin
- Wilke, Annette (* 1953), deutsch-schweizerische Religionswissenschaftlerin und Hochschullehrerin
- Wilke, Artur (1910–1989), deutscher Dorfschullehrer und NS-Kriegsverbrecher
- Wilke, August († 1896), deutscher Fabrikant
- Wilke, August Lebrecht (1737–1781), deutscher Philologe und evangelischer Theologe
- Wilke, Axel (* 1963), deutscher Politiker (CDU), MdL
- Wilke, Bernt (* 1943), deutscher Maler und Grafiker
- Wilke, Birthe (* 1936), dänische Sängerin
- Wilke, Carsten (* 1960), deutscher Forstmann
- Wilke, Carsten (* 1972), deutscher Politiker (CDU), MdA
- Wilke, Carsten L. (* 1962), deutscher Religionswissenschaftler und Historiker
- Wilke, Christian Friedrich Gottlob (1769–1848), deutscher Organist und Musikpädagoge
- Wilke, Christian Gottlob (1788–1854), deutscher Theologe
- Wilke, Christoph (* 2002), deutscher Rollstuhltennisspieler
- Wilke, Claudia (* 1971), deutsche Volleyballspielerin
- Wilke, Dennis (* 1985), deutscher Handballspieler
- Wilke, Dieter (* 1935), deutscher Rechtswissenschaftler
- Wilke, Erich (1879–1936), deutscher Zeichner und Karikaturist
- Wilke, Erich (1914–1944), deutscher Boxer
- Wilke, Ernst (1846–1915), deutscher Kunstmaler und Königlicher Hofdekorationsmaler, Lehrer und Unternehmer
- Wilke, Ernst (1930–2023), deutscher Politiker (FDP)
- Wilke, Franz (* 1899), deutscher politischer Funktionär (NSDAP)
- Wilke, Friedrich (1829–1908), deutscher Unternehmer
- Wilke, Friedrich (1855–1939), Bürgermeister von Berlin-Reinickendorf; Landtagsabgeordneter der Provinz Brandenburg
- Wilke, Friedrich (1906–1984), deutscher Politiker (DHP, DP), MdL Niedersachsen
- Wilke, Friedrich (* 1943), deutscher Politiker (FDP), MdL
- Wilke, Fritz (1879–1957), deutscher Theologe
- Wilke, Georg (1899–1973), deutscher Buchdrucker, Politiker, Oberstadtdirektor und Abgeordneter des Hannoverschen Provinziallandtages
- Wilke, Gerhard (* 1948), deutsch-britischer Ethnologe, Diplom-Pädagoge, Gruppen-Analytiker, Organisationsberater und Buchautor
- Wilke, Gesine (* 1963), deutsche Staatsanwältin, Richterin und Verfassungsrichterin
- Wilke, Gisela (1882–1958), deutsch-österreichische Burgschauspielerin
- Wilke, Günther (1925–2016), deutscher Chemiker und Direktor des Max-Planck-Instituts für Kohlenforschung
- Wilke, Gustav (1889–1938), deutscher Verwaltungsjurist
- Wilke, Gustav (1898–1977), deutscher Generalleutnant im Zweiten Weltkrieg
- Wilke, Gustl (1944–2013), deutscher Handballspieler und Handballtrainer
- Wilke, Hannah (1940–1993), US-amerikanische Künstlerin
- Wilke, Hans-Joachim (1934–2020), deutscher Physiker und Physikdidaktiker
- Wilke, Heinrich (1869–1952), deutscher Porträtist, Landschafts- und Historienmaler
- Wilke, Heinz (1927–1992), deutscher Architekt
- Wilke, Henriette, deutsche Hochstaplerin
- Wilke, Hermann (1876–1950), deutscher Zeichner und Karikaturist
- Wilke, Hermann (1885–1954), deutscher Politiker (SPD), Gewerkschafter und Landtagsabgeordneter
- Wilke, Insa (* 1978), deutsche SchriftstellerinInsa Wilke (* 1978)

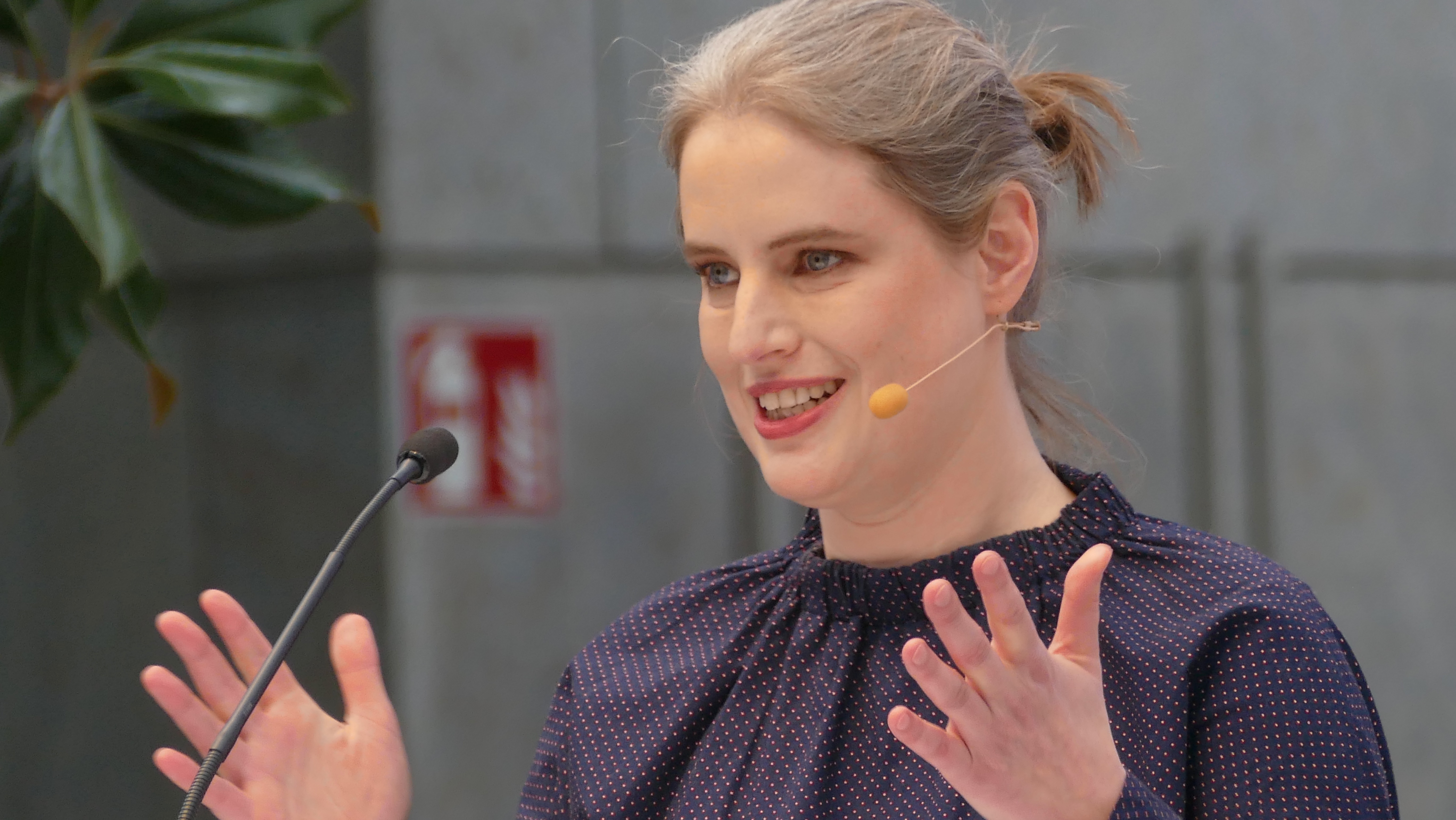
Insa Wilke (* 1978)

- Wilke, Isolde (* 1951), deutsche Hockeyspielerin
- Wilke, Jan (* 1980), deutscher Komponist, Chorleiter und Organist
- Wilke, Johann Georg (1630–1691), deutscher Pädagoge
- Wilke, Josco (* 2001), deutscher Rollstuhlrugbyspieler
- Wilke, Jürgen (1928–2016), deutscher Schauspieler und Theaterintendant
- Wilke, Jürgen (* 1943), deutscher Kommunikations- und Medienwissenschaftler, Hochschullehrer
- Wilke, Jutta (* 1963), deutsche Juristin und Kinder- und Jugendbuchautorin
- Wilke, Karin (* 1953), deutsche Grafik-Designerin und Politikerin (AfD)
- Wilke, Karl (1808–1862), deutscher Theaterschauspieler
- Wilke, Karl Alexander (1879–1954), deutsch-österreichischer Maler, Illustrator und Bühnenbildner
- Wilke, Karl-Eduard (1901–1990), deutscher Generalmajor der Luftwaffe im Zweiten Weltkrieg
- Wilke, Kristof (* 1985), deutscher Ruderer
- Wilke, Lena, deutsch-ukrainische Liedermacherin und Musikerin
- Wilke, Manfred (1941–2022), deutscher Soziologe und Zeithistoriker
- Wilke, Marcel (* 1989), deutscher Fußballspieler
- Wilke, Marie (* 1974), deutsche Regisseurin und Autorin
- Wilke, Marina (* 1958), deutsche Ruderin
- Wilke, Martin (1903–1993), deutscher Grafikdesigner, Schriftentwerfer und Typograf
- Wilke, Martin (1926–2021), deutscher Fußballtrainer
- Wilke, Martin (* 1957), deutscher Politiker, Oberbürgermeister von Frankfurt (Oder)
- Wilke, Max (1906–1978), Schweizer Maler, Zeichner und Dessinateur
- Wilke, Michael (1929–2017), deutscher Textdichter, Komponist, Musikverleger und Musikproduzent
- Wilke, Michael (* 1966), deutscher Fußballspieler
- Wilke, Otto (1867–1947), deutscher Erfinder und Landtechnikpionier
- Wilke, Otto (1937–2018), deutscher Politiker (FDP), MdL
- Wilke, Paul Ernst (1894–1971), deutscher Maler
- Wilke, Rainer (* 1948), deutscher Hubschrauberführer und Kunstflugpilot
- Wilke, René (* 1984), deutscher Politiker (parteilos, Die Linke)René Wilke (* 1984)

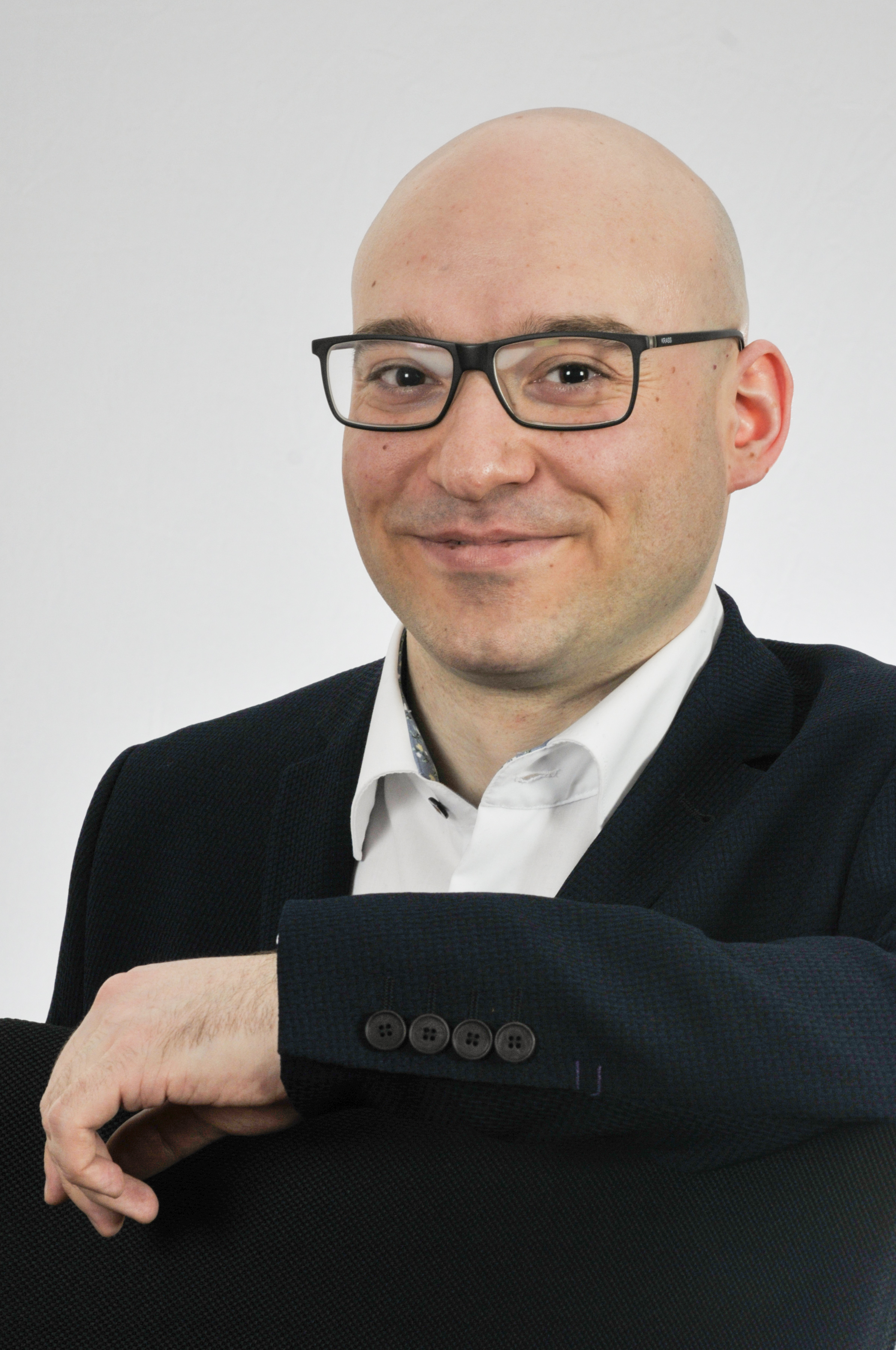
René Wilke (* 1984)

- Wilke, Richard (* 1945), deutscher Landrat

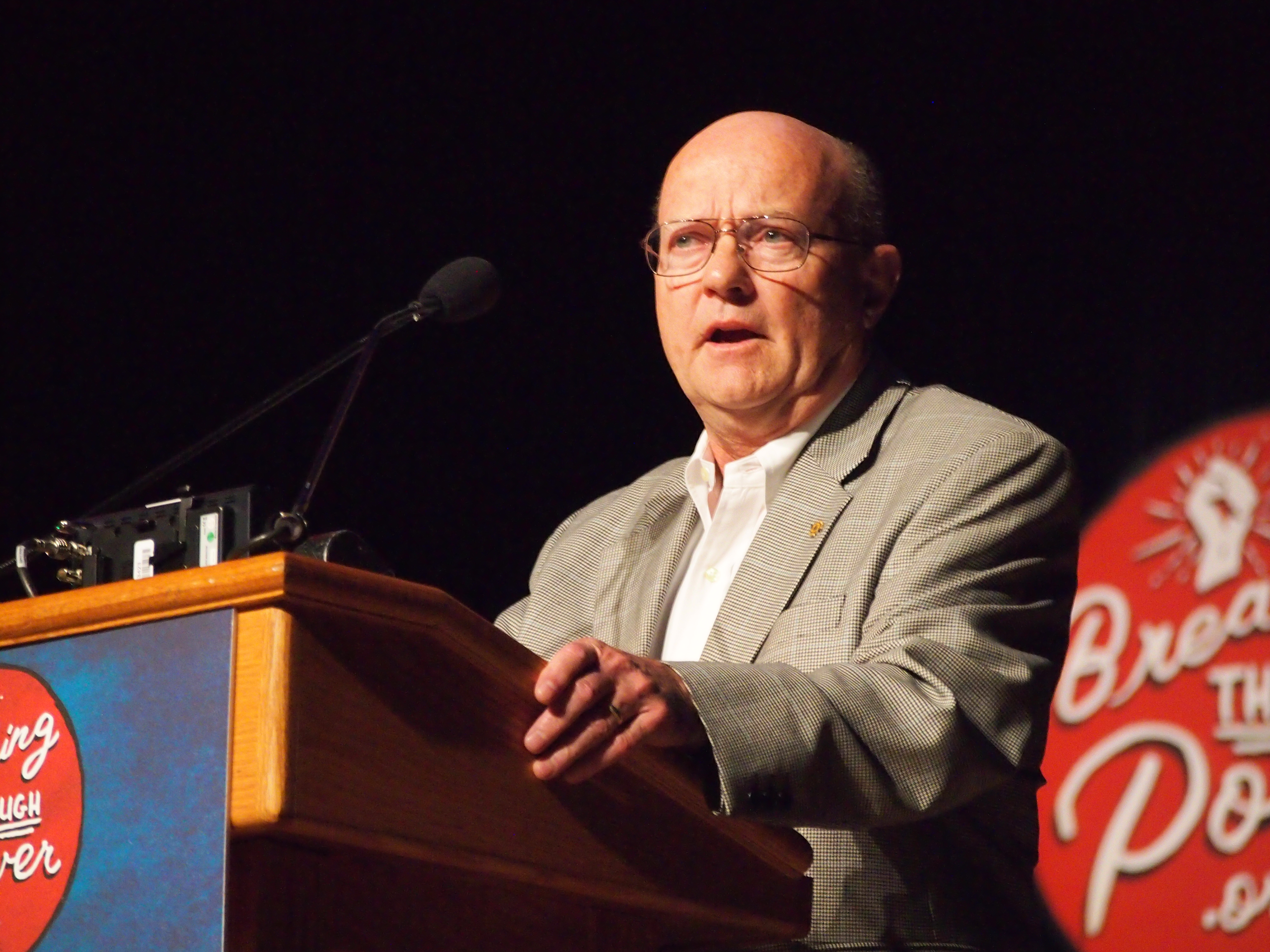
Lawrence Wilkerson (* 1945)

- Wilke, Robert J. (1914–1989), US-amerikanischer Schauspieler
- Wilke, Rolf (1899–1973), deutscher Schriftsteller
- Wilke, Rudolf (1873–1908), deutscher Zeichner und Karikaturist
- Wilke, Sabine (* 1957), deutsche Germanistin
- Wilke, Siegfried (1891–1969), deutscher Politiker, Oberbürgermeister von Kitzingen
- Wilke, Sina (* 1985), deutsche Film-, Fernseh- und TheaterschauspielerinSina Wilke (* 1985)

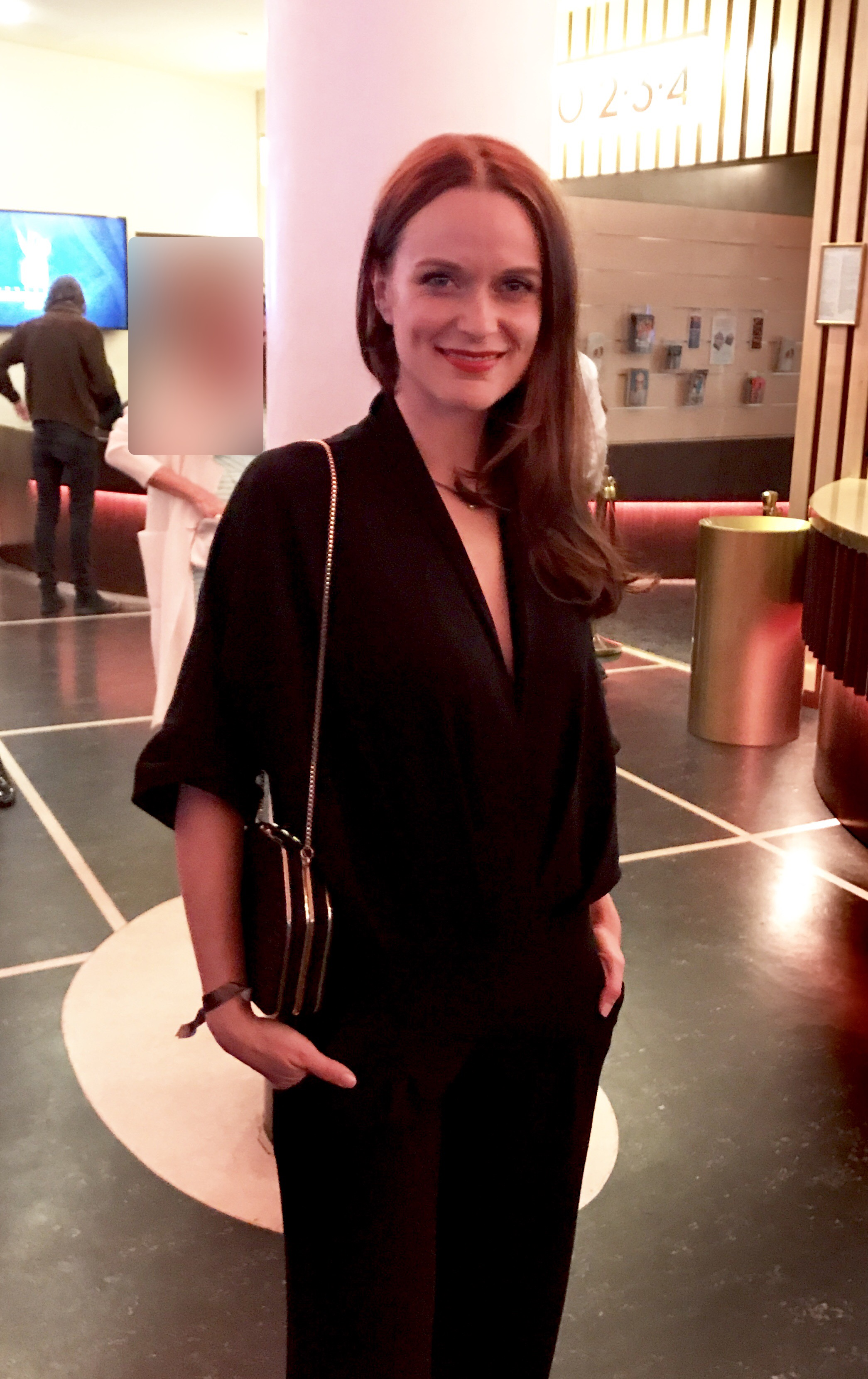
Sina Wilke (* 1985)

- Wilke, Stefan (* 1979), deutscher Künstler und Autor
- Wilke, Stephan (* 1961), deutscher Schauspieler und Regisseur
- Wilke, Teun (* 2002), mexikanisch-niederländischer Fußballspieler
- Wilke, Thomas (* 1964), deutscher Biologe
- Wilke, Timm (* 1988), deutscher Chemiedidaktiker und Hochschullehrer
- Wilke, Ulfert (1907–1987), deutschstämmiger Maler und Kalligraf
- Wilke, Wilhelm (1878–1963), deutscher Konteradmiral der Reichsmarine
- Wilke, Wolfgang († 2008), deutscher Boxtrainer
- Wilken, Anton Diedrich (1715–1792), deutscher Kaufmann und Lübecker Bürgermeister
- Wilken, Arnold (1938–2024), deutscher Politiker (SPD), MdL
- Wilken, Arthur (1879–1918), deutscher Maler und Radierer
- Wilken, Aud (* 1965), dänische Sängerin
- Wilken, Constanze (* 1968), deutsche Schriftstellerin und Kunsthistorikerin
- Wilken, Daniel (* 1989), deutscher Schauspieler
- Wilken, Dieter (* 1943), deutscher Schauspieler bei Bühne, Film und Fernsehen
- Wilken, Etta (* 1943), deutsche Sonderpädagogin
- Wilken, Folkert (1890–1981), deutscher Wirtschaftswissenschaftler und Anthroposoph
- Wilken, Frauke (* 1965), deutsche Künstlerin
- Wilken, Friedrich (1777–1840), deutscher Bibliothekar, Historiker und Orientalist
- Wilken, George Alexander (1847–1891), niederländischer Kolonialbeamter und Ethnologe
- Wilken, Hajo (* 1971), deutscher Radioredakteur, Sprecher und Radiomoderator
- Wilken, Hans (1929–2006), deutscher Gynäkologe
- Wilken, Heinrich (1835–1886), deutscher Lustspielautor, Schauspieler und Theaterdirektor
- Wilken, Heinrich (1885–1951), deutscher Politiker (CDU), MdL
- Wilken, Heinrich (1893–1977), deutscher Landwirt und Politiker (FDP), MdL
- Wilken, Hermann (1522–1603), deutscher Humanist und Mathematiker
- Wilken, Ilse (1924–2018), deutsche Filmeditorin und Regieassistentin
- Wilken, Katja (* 1970), deutsche Juristin, Präsidentin des Bundesverwaltungsamtes
- Wilken, Max (1862–1925), deutscher Konteradmiral der Kaiserlichen Marine
- Wilken, Paul (1898–1969), deutscher Politiker (CDU), MdHB
- Wilken, Peter (* 1926), deutscher Funktionär der FDJ und der SED
- Wilken, Reinhard (* 1935), deutscher Politiker (CDU), MdL
- Wilken, Sonja (1928–1977), deutsche Schauspielerin und Kabarettistin
- Wilken, Udo (* 1939), deutscher Erziehungswissenschaftler, Behindertenpädagoge und Theologe
- Wilken, Ulrich (* 1958), deutscher Politiker (Die Linke), MdL
- Wilken, Uwe Hans (1937–2001), deutscher Schriftsteller
- Wilken, Werner (* 1936), deutscher Politiker (SPD), MdBB
- Wilkendorf, Roger (* 1954), deutscher Fußballspieler
- Wilkendorf, Rudolf (1897–1985), deutscher Jurist, Präsident des Evangelischen Landeskirche Anhalts
- Wilkenfeld, Tal (* 1986), australische Jazz- und Fusion-BassistinTal Wilkenfeld (* 1986)

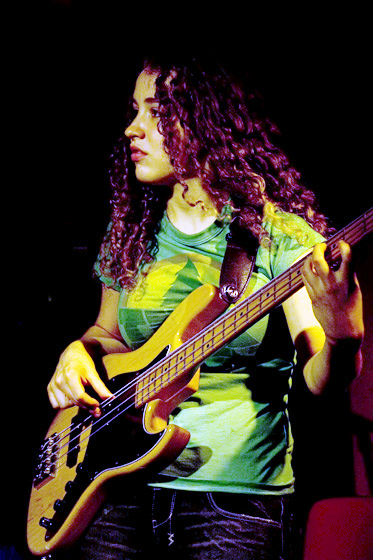
Tal Wilkenfeld (* 1986)

- Wilkening, Albert (1909–1990), deutscher Hochschullehrer, in leitende Positionen bei der DEFA
- Wilkening, Carsten (* 1960), deutscher Fagottist
- Wilkening, Eberhard, deutscher Baumeister
- Wilkening, Eduard (1889–1959), deutscher Politiker (FDP), MdHB
- Wilkening, Friedrich (* 1946), deutscher Psychologe und Hochschullehrer
- Wilkening, Fritz (1926–2016), deutscher Pädagoge und Erziehungswissenschaftler
- Wilkening, Horst (1936–2018), deutscher Fußballspieler
- Wilkening, Laurel L. (1944–2019), amerikanische Planetenforscherin und Hochschullehrerin
- Wilkening, Stefan (* 1967), deutscher Schauspieler und Sprecher
- Wilkening, Thomas (1956–2005), deutscher Fernsehproduzent
- Wilkening, Werner (* 1948), deutscher Schauspieler, Synchron- und Hörspielsprecher
- Wilkenitz, Gottlieb Lebrecht von, sächsischer Beamter
- Wilkenloh, Antje (* 1972), deutsche Kunstturnerin, DDR-Meisterin (1989)
- Wilkens, Albert (1790–1828), deutscher Heimatforscher und Geschichtsfälscher
- Wilkens, Alexander (1881–1968), deutscher Astronom
- Wilkens, Andrea (* 1984), deutsche Fußballspielerin
- Wilkens, Andreas (* 1957), deutscher Historiker
- Wilkens, Christian Friedrich (1722–1784), deutscher Theologe und Naturforscher
- Wilkens, Cornelius August (1829–1914), deutscher Theologe helvetischen Bekenntnisses
- Wilkens, Diedrich (1811–1876), deutscher Unternehmer
- Wilkens, Edmund (1932–2005), deutscher Lehrer und Autor
- Wilkens, Erwin (1914–2000), deutscher evangelischer Theologe
- Wilkens, Friedrich Wilhelm (1823–1895), deutscher Goldschmied und Amtsvorsteher
- Wilkens, Hans (1894–1947), deutscher Landschaftsmaler
- Wilkens, Heinrich (1881–1948), deutscher Geistlicher und Politiker (Zentrum), MdR
- Wilkens, Helmut (1926–2009), deutscher Tierarzt und Anatom
- Wilkens, Hugo (1888–1972), deutscher Maler und Grafiker
- Wilkens, Johann (1762–1815), Bremer Jurist und Senator
- Wilkens, Klaus (1942–2025), deutscher Wirtschaftswissenschaftler und Ehrenpräsident der DLRG
- Wilkens, Lenny (* 1937), US-amerikanischer Basketballspieler und -trainer
- Wilkens, Leo (1893–1967), schwedischer Ruderer
- Wilkens, Ludwig (* 1963), deutscher Pathologe
- Wilkens, Marco (* 1961), deutscher Betriebswirt und Hochschullehrer
- Wilkens, Martin Heinrich (1782–1869), deutscher Goldschmiedemeister
- Wilkens, Martin-Heinrich (1888–1966), deutscher Unternehmer und Politiker (DDP, DStP, BDV, CDU), MdBB
- Wilkens, Otto (1907–1999), deutscher Politiker (NSDAP), MdR, MdL und SA-Führer
- Wilkens, Tom (* 1975), US-amerikanischer Schwimmer
- Wilkens, William Alexander (1851–1911), deutscher Unternehmer und Werber
- Wilker, Gertrud (1924–1984), Schweizer Schriftstellerin
- Wilker, Hermann (1874–1941), deutscher Ruderer
- Wilker, Karl (1885–1980), deutscher Reformpädagoge
- Wilkerling, Joachim (1900–1967), deutscher Jurist
- Wilkerson, Brandie (* 1992), kanadische Beachvolleyballspielerin
- Wilkerson, David (1931–2011), US-amerikanischer Evangelist und Gründer der Times Square ChurchDavid Wilkerson (1931–2011)

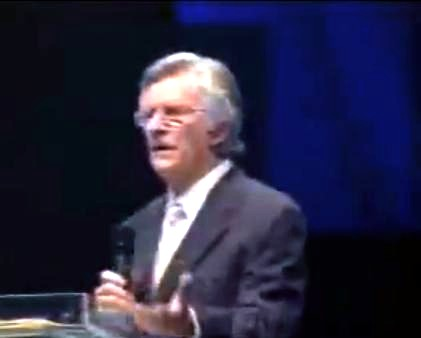
David Wilkerson (1931–2011)

- Wilkerson, Don (1932–1986), US-amerikanischer Jazzmusiker
- Wilkerson, Edward (* 1953), US-amerikanischer Jazz-Musiker (Tenorsaxophon, Altklarinette, Flöte, Piano und Perkussion), Bandleader und Musikpädagoge
- Wilkerson, Gerald Eugene (* 1939), US-amerikanischer römisch-katholischer Geistlicher, emeritierter Weihbischof in Los Angeles
- Wilkerson, Isabel (* 1961), US-amerikanische Journalistin und Autorin
- Wilkerson, Lawrence (* 1945), US-amerikanischer Militär, pensionierter Oberst der United States Army und ehemaliger Stabschef von Colin PowellLawrence Wilkerson (* 1945)
- Wilkerson, Muhammad (* 1989), US-amerikanischer American-Football-Spieler
- Wilkerson, Ponchai (1971–2000), US-amerikanischer Mörder
- Wilkerson, Steve, US-amerikanischer Posaunist und Kopist
- Wilkes, André (* 1964), deutscher Seelsorger und Prediger
- Wilkes, Birgit (* 1955), deutsche Leichtathletin
- Wilkes, Cathy (* 1966), britische Installations- und Videokünstlerin
- Wilkes, Charles (1798–1877), US-amerikanischer Marineoffizier und Polarforscher
- Wilkes, Corey (* 1979), US-amerikanischer Jazzmusiker
- Wilkes, Debbi (* 1946), kanadische Eiskunstläuferin
- Wilkes, Faas (1923–2006), niederländischer Fußballspieler
- Wilkes, Jamaal (* 1953), US-amerikanischer Basketballspieler
- Wilkes, Johannes (* 1961), deutscher Schriftsteller
- Wilkes, John (1727–1797), britischer Politiker (Whigs), Journalist und SchriftstellerJohn Wilkes (1727–1797)

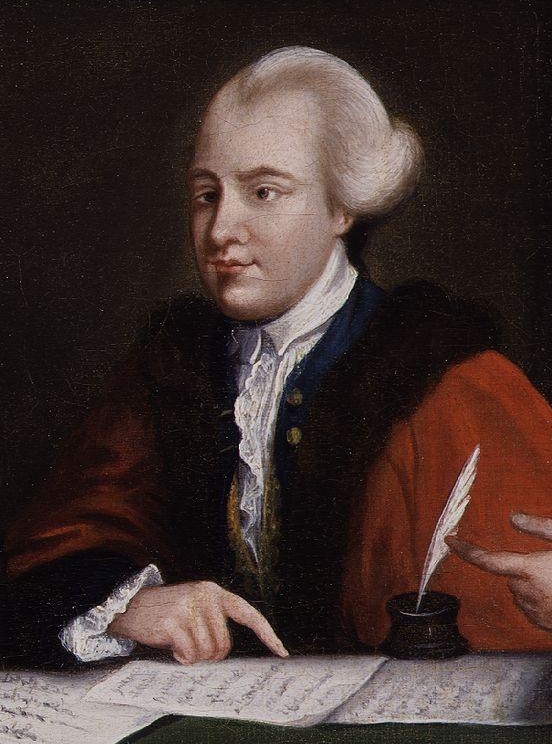
John Wilkes (1727–1797)

- Wilkes, John J. (* 1936), britischer Archäologe
- Wilkes, Josué Teófilo (1883–1968), argentinischer Komponist
- Wilkes, Justin, Film- und Fernsehproduzent
- Wilkes, Karl (1895–1954), deutscher Archivar
- Wilkes, Malte W., deutscher Unternehmensberater, Kolumnist und Buchautor
- Wilkes, Mary Allen (* 1937), US-amerikanische Informatikerin und Rechtsanwältin
- Wilkes, Matthias (* 1959), deutscher Kommunalpolitiker
- Wilkes, Maurice V. (1913–2010), britischer Informatiker
- Wilkes, Michael (1940–2013), britischer General, Vizegouverneur von Jersey
- Wilkes, Oliver (* 1995), britischer Ruderer
- Wilkes, Peter Singleton (1827–1900), US-amerikanischer Jurist und Politiker
- Wilkes, Rodney (1925–2014), Gewichtheber aus Trinidad und Tobago
- Wilkes, Stephen (* 1957), amerikanischer Fotograf
- Wilkes, Tom (1939–2009), US-amerikanischer Designer und Fotograf
- Wilkes, Uli (* 1970), deutscher Fernsehproduzent und Medienunternehmer
- Wilkesmann, Maximiliane (* 1975), deutsche Soziologin und apl. Professorin mit dem Lehr- und Forschungsgebiet Arbeit, Organisation und Digitalisierung an der Technischen Universität Dortmund
- Wilkesmann, Uwe (* 1963), deutscher Soziologe und Professor an der Technischen Universität Dortmund
- Wilkeson, Leon (1952–2001), US-amerikanischer BassistLeon Wilkeson (1952–2001)

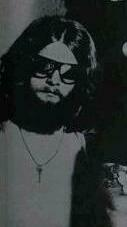
Leon Wilkeson (1952–2001)

### Wilki
- Wilkie, Alex (* 1948), britischer Logiker
- Wilkie, Colin (1934–2020), britischer Singer-Songwriter
- Wilkie, David (1785–1841), britischer Maler
- Wilkie, David (1882–1938), schottischer Chirurg
- Wilkie, David (1954–2024), schottischer Schwimmer
- Wilkie, Derry (1941–2001), englischer Musiker
- Wilkie, Lee (* 1980), schottischer Fußballspieler
- Wilkie, Natalie (* 2001), kanadische Para-Ski-Sportlerin
- Wilkie, Robert (* 1962), US-amerikanischer Politiker
- Wilkie, Simone (* 1964), australische Offizierin
- Wilkie, Vincent (* 1969), britischer Singer-Songwriter und Electronica-Musiker
- Wilkin, Alexis (* 1977), belgischer Mittelalterhistoriker
- Wilkin, Anthony († 1901), britischer Forschungsreisender
- Wilkin, Catherine (* 1945), britische Schauspielerin
- Wilkin, James W. (1762–1845), US-amerikanischer Rechtsanwalt, Offizier und Politiker
- Wilkin, Marijohn (1920–2006), US-amerikanische Songautorin
- Wilkin, Samuel J. (1793–1866), US-amerikanischer Politiker
- Wilkin, Stuart (* 1998), englisch-malaysischer Fußballspieler
- Wilking, Burkhard (* 1970), deutscher Mathematiker
- Wilking, Erwin (1899–1945), deutscher Landschaftsmaler und Radierer der Düsseldorfer Schule
- Wilking, Francesco (* 1974), deutscher Sänger, Musiker, Komponist und LiedtexterFrancesco Wilking (* 1974)

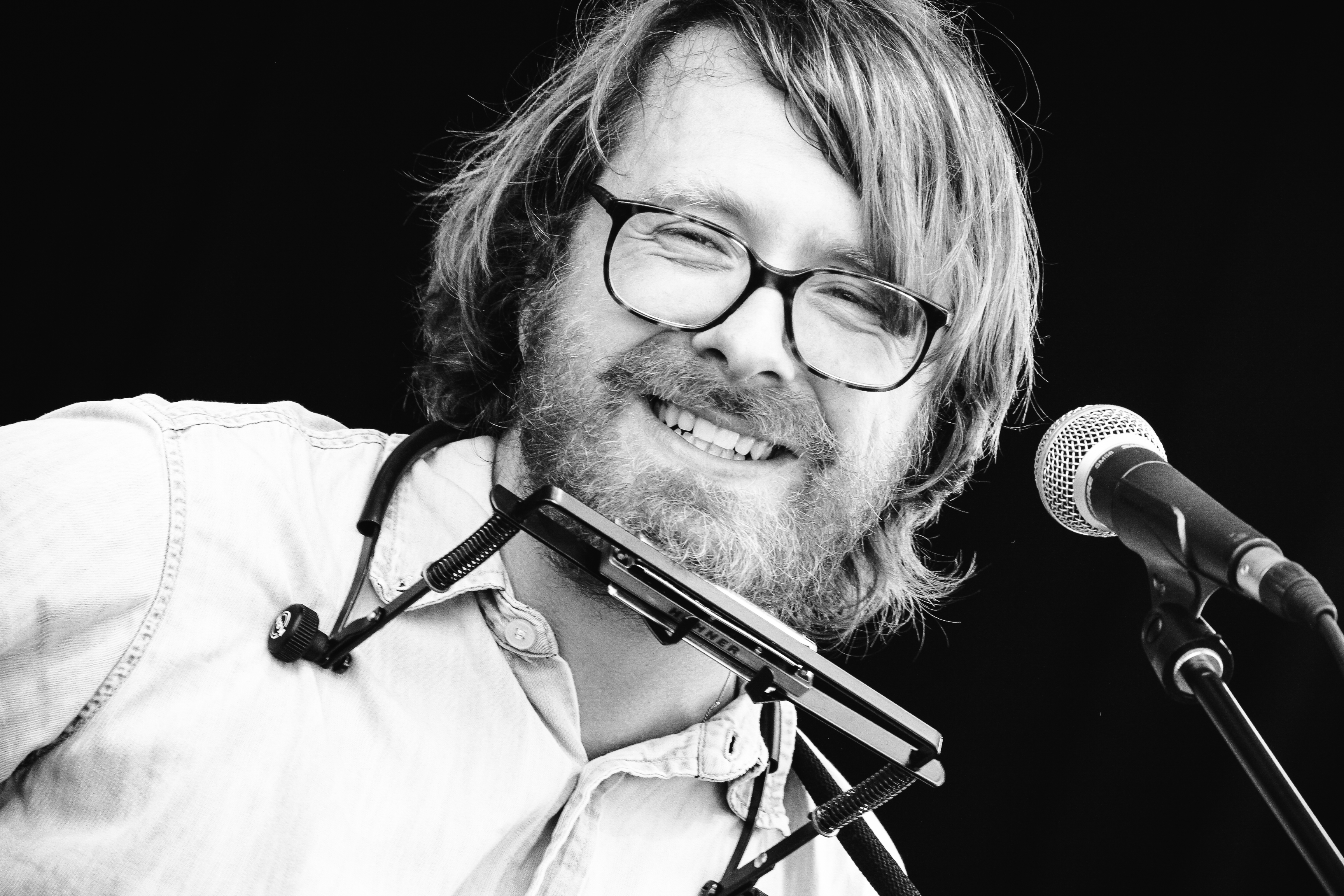
Francesco Wilking (* 1974)

- Wilking, Thomas (* 1956), deutscher Mittelstreckenläufer
- Wilkins Freeman, Mary Eleanor (1852–1930), US-amerikanische Schriftstellerin
- Wilkins, Barry (1947–2011), kanadischer Eishockeyspieler
- Wilkins, Ben, britischer Tontechniker
- Wilkins, Beriah (1846–1905), US-amerikanischer Politiker
- Wilkins, Bobby-Gaye (* 1988), jamaikanische Sprinterin
- Wilkins, Charles (1749–1836), englischer Orientalist und Schriftsetzer
- Wilkins, Christian (* 1995), US-amerikanischer American-Football-SpielerChristian Wilkins (* 1995)

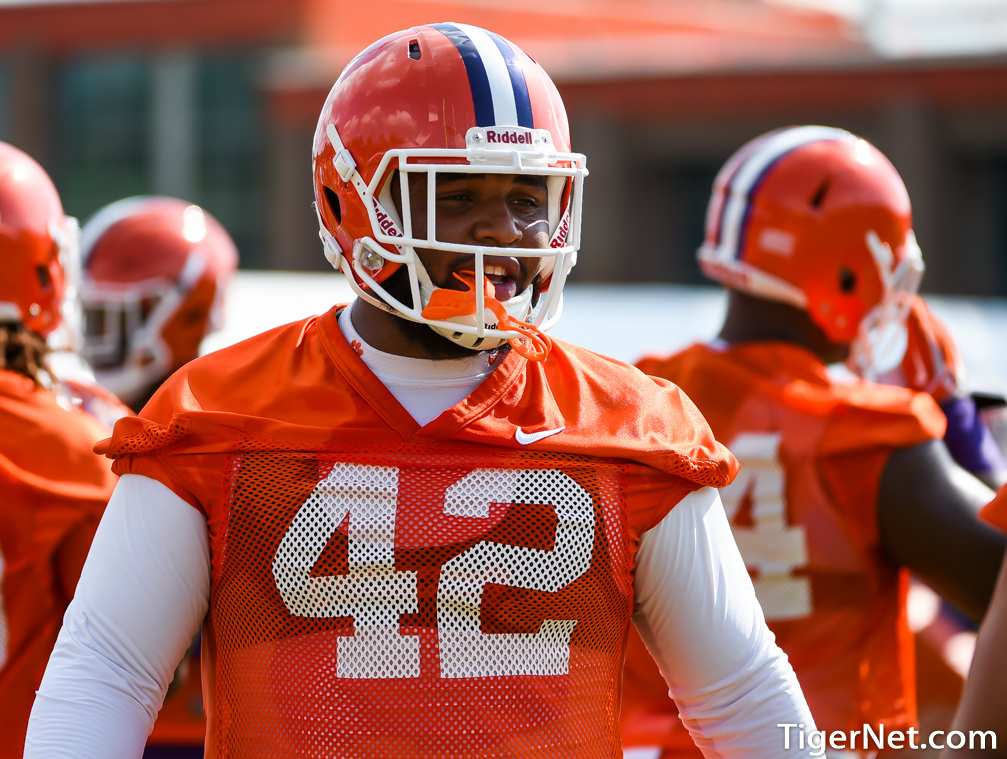
Christian Wilkins (* 1995)

- Wilkins, Damien (* 1980), US-amerikanischer Basketballspieler
- Wilkins, David (* 1950), irischer Segler
- Wilkins, Dominik (* 1988), US-amerikanisch-deutscher Basketballspieler
- Wilkins, Dominique (* 1960), US-amerikanischer Basketballspieler
- Wilkins, Dudley (1914–1989), US-amerikanischer Dreispringer
- Wilkins, Ernest Hatch (1880–1966), US-amerikanischer Romanist und Italianist
- Wilkins, Ernie († 1999), US-amerikanischer Saxophonist, Komponist und Bandleader des Modern Jazz
- Wilkins, Erwin (1868–1940), deutscher Verwaltungsbeamter und Rittergutsbesitzer
- Wilkins, George († 1618), englischer Dramatiker
- Wilkins, Gordon (1912–2007), britischer Journalist und Autorennfahrer
- Wilkins, Harold T. (* 1891), britischer Journalist und Autor
- Wilkins, Hubert (1888–1958), australischer Polarforscher, Fotograf, Kameramann, Pilot, Geograph und Reporter
- Wilkins, Hugh Percy (1896–1960), walisischer Ingenieur, Amateur-Astronom und Selenograph
- Wilkins, Immanuel (* 1997), US-amerikanischer Jazzmusiker (Altsaxophon)
- Wilkins, J. Ernest Jr. (1923–2011), US-amerikanischer Mathematiker und Nuklearphysiker
- Wilkins, Jack (1944–2023), US-amerikanischer Jazz- und Fusion-Gitarrist
- Wilkins, Jimmy (1921–2018), US-amerikanischer Jazzposaunist und Bandleader
- Wilkins, Jimmy (1947–2012), US-amerikanischer Basketballspieler
- Wilkins, Joe Willie († 1979), US-amerikanischer Bluesgitarrist, Sänger und Songwriter
- Wilkins, John (1614–1672), Bischof von Chester
- Wilkins, Kim (* 1970), australische Schriftstellerin
- Wilkins, Lawson (1894–1963), US-amerikanischer pädiatrischer Endokrinologe
- Wilkins, Louis (1882–1950), US-amerikanischer Leichtathlet
- Wilkins, Luke J. (* 1979), Schweizer Schauspieler
- Wilkins, Mac (* 1950), US-amerikanischer Diskuswerfer
- Wilkins, Maurice (1916–2004), neuseeländischer Physiker und Mitentdecker der Molekularstruktur der DNA, Nobelpreis für MedizinMaurice Wilkins (1916–2004)

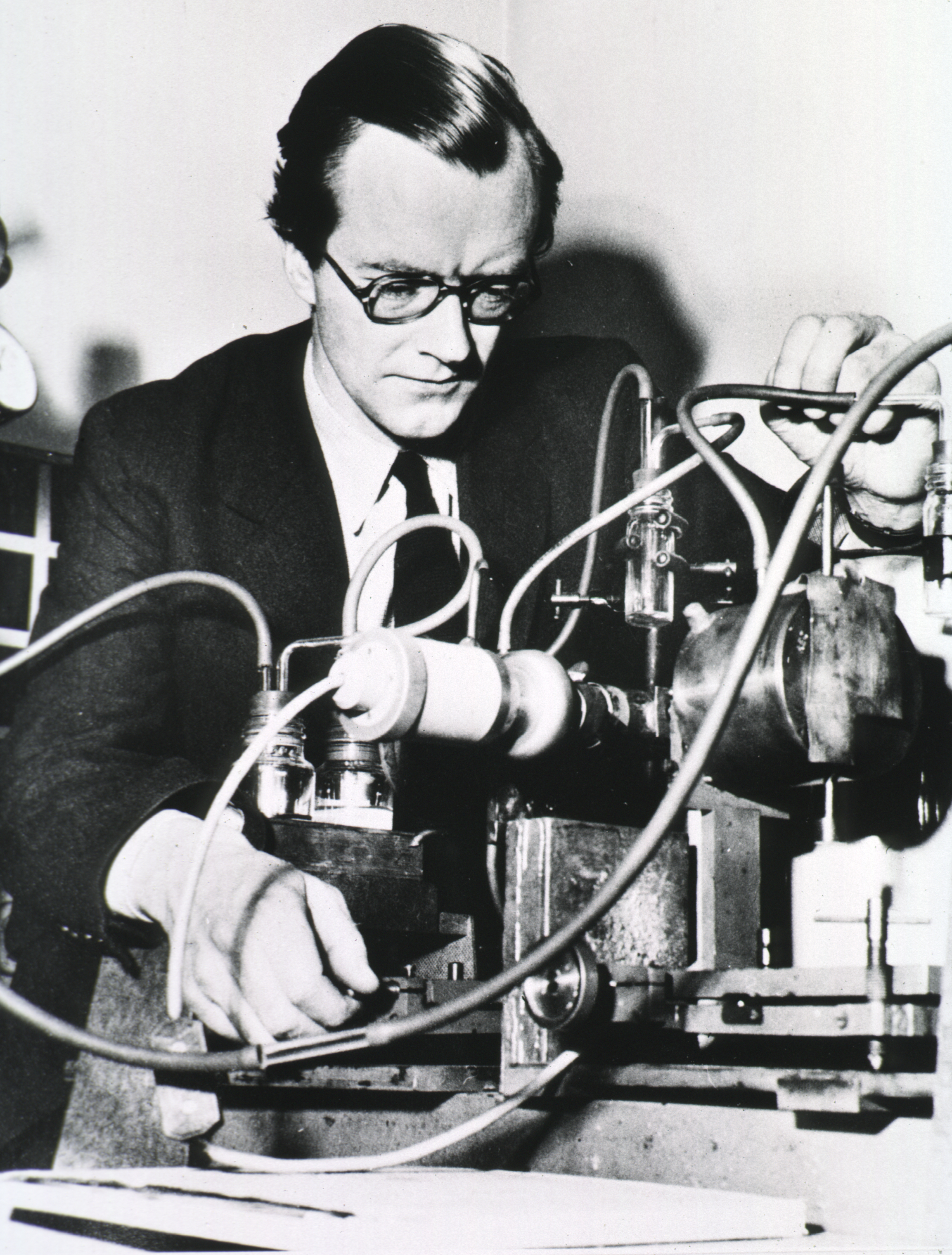
Maurice Wilkins (1916–2004)

- Wilkins, Ray (1956–2018), englischer Fußballspieler und -trainer
- Wilkins, Rick (* 1927), kanadischer Komponist, Arrangeur, Saxophonist und Dirigent
- Wilkins, Robert (1896–1987), US-amerikanischer Blues- und Gospel-Gitarrist und -Sänger
- Wilkins, Robert W. (1906–2003), US-amerikanischer Mediziner
- Wilkins, Rosalie, Baroness Wilkins (1946–2024), britische Politikerin (Labour Party)
- Wilkins, Roy (1901–1981), US-amerikanischer Aktivist und Bürgerrechtler
- Wilkins, Toby (* 1972), britischer Filmregisseur, Filmeditor und Spezialeffektkünstler
- Wilkins, William (1779–1865), US-amerikanischer Jurist und Politiker
- Wilkinson (* 1989), britischer Drum-and-Bass-Musiker und DJ
- Wilkinson, Adrienne (* 1977), US-amerikanische SchauspielerinAdrienne Wilkinson (* 1977)

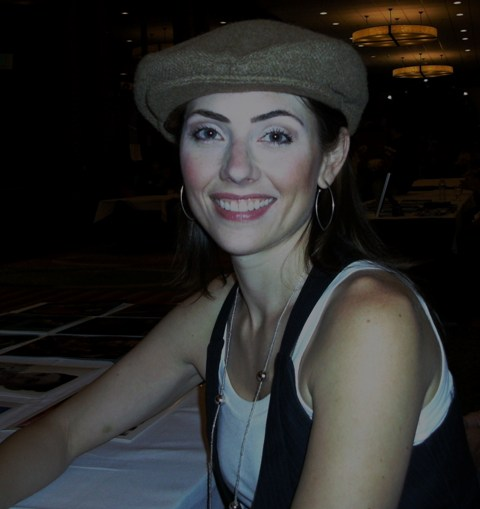
Adrienne Wilkinson (* 1977)

- Wilkinson, Alan (* 1954), britischer Jazz- und Improvisationsmusiker
- Wilkinson, Alex (* 1984), australischer Fußballspieler
- Wilkinson, Alix (* 2000), US-amerikanische Skirennläuferin
- Wilkinson, Amie (* 1968), US-amerikanische Mathematikerin
- Wilkinson, Andy (* 1984), englischer Fußballspieler
- Wilkinson, Bill (1934–1985), britischer Langstreckenläufer
- Wilkinson, Callum (* 1997), britischer Geher
- Wilkinson, Carole (* 1950), australische Schriftstellerin
- Wilkinson, Chris (* 1970), britischer Tennisspieler
- Wilkinson, Christopher (* 1950), US-amerikanischer Filmregisseur, Drehbuchautor und Filmproduzent
- Wilkinson, Colm (* 1944), irischer Musical-Darsteller und SängerColm Wilkinson (* 1944)

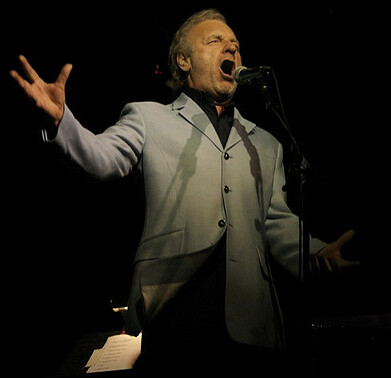
Colm Wilkinson (* 1944)

- Wilkinson, Cyril W. († 2014), nordirischer Badmintonspieler
- Wilkinson, David Todd (1935–2002), US-amerikanischer Astrophysiker
- Wilkinson, Denys (1922–2016), britischer Kernphysiker und Hochschullehrer
- Wilkinson, Derek (1935–2017), englischer Fußballspieler
- Wilkinson, Doris Y. (1936–2024), US-amerikanische Soziologin
- Wilkinson, Ellen (1891–1947), britische Politikerin (Labour), Mitglied des House of Commons
- Wilkinson, Gary (* 1966), englischer Snookerspieler
- Wilkinson, Gavin (* 1973), neuseeländischer Fußballspieler, -trainer und -funktionär
- Wilkinson, Geoffrey (1921–1996), britischer Chemiker, Nobelpreis für Chemie 1973
- Wilkinson, George (1879–1946), britischer Wasserballspieler
- Wilkinson, Gertrude (1851–1929), englisch-britische Suffragette
- Wilkinson, Glen (* 1959), australischer Snookerspieler
- Wilkinson, Hannah (* 1992), neuseeländische Fußballspielerin
- Wilkinson, Harry (1926–2017), englischer Fußballspieler
- Wilkinson, Howard (* 1943), englischer Fußballspieler, -trainer und -funktionär
- Wilkinson, Ian (* 1979), englischer Mountainbike-, Cyclocross- und Straßenradrennfahrer
- Wilkinson, James (1757–1825), amerikanischer General und Politiker
- Wilkinson, James (1896–1984), US-amerikanischer Filmeditor und Tonmeister
- Wilkinson, James (* 1951), irischer Segler
- Wilkinson, James H. (1919–1986), britischer Mathematiker
- Wilkinson, Jeannette (1841–1886), englisch-britische Gewerkschafterin und Frauenwahlrechtsaktivistin
- Wilkinson, Joe (* 1975), britischer KomikerJoe Wilkinson (* 1975)

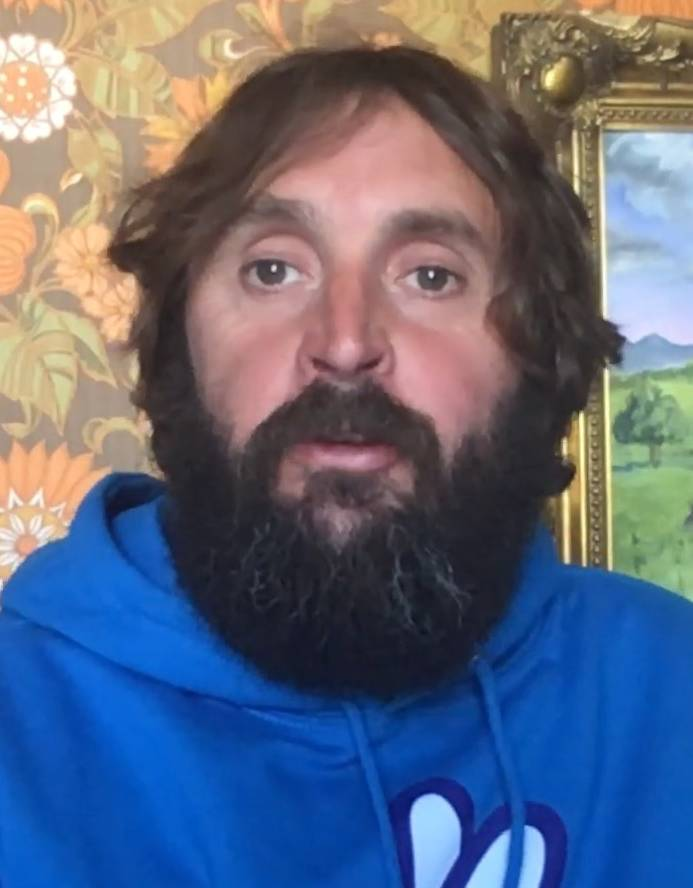
Joe Wilkinson (* 1975)

- Wilkinson, John (1728–1808), britischer Erfinder
- Wilkinson, John (1920–2002), US-amerikanischer Tontechniker
- Wilkinson, John (1945–2013), US-amerikanischer Musiker
- Wilkinson, John Donald (1929–2018), britischer Theologe
- Wilkinson, John Gardner (1797–1875), britischer Ägyptologe
- Wilkinson, Jonathan (* 1965), kanadischer Politiker (Liberale Partei), Umweltminister von Kanada
- Wilkinson, Jonny (* 1979), englischer Rugby-Union-Spieler
- Wilkinson, June (1940–2025), britische Filmschauspielerin und Pin-up-Girl
- Wilkinson, Katharine (* 1983), US-amerikanische Verfasserin, Rednerin und Lehrerin
- Wilkinson, Ken (1917–1997), neuseeländischer Tischtennisfunktionär
- Wilkinson, Kendra (* 1985), US-amerikanische FernsehpersönlichkeitKendra Wilkinson (* 1985)

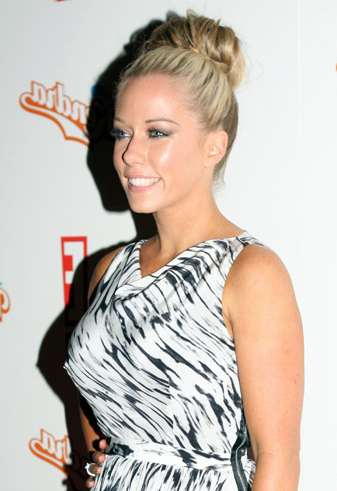
Kendra Wilkinson (* 1985)

- Wilkinson, Laura (* 1977), US-amerikanische Wasserspringerin
- Wilkinson, Lauren (* 1989), kanadische Ruderin
- Wilkinson, Leah (* 1986), britische Feldhockeyspielerin und Lehrerin
- Wilkinson, Lili (* 1981), australische Schriftstellerin
- Wilkinson, Mark, australischer Sänger und Songwriter
- Wilkinson, Mark (* 1952), britischer Maler und Grafiker
- Wilkinson, Mathew, australischer Schauspieler
- Wilkinson, Matthew (* 1998), US-amerikanischer Hindernisläufer
- Wilkinson, Matthew John (* 1987), britischer Badmintonspieler
- Wilkinson, Micah (* 1996), neuseeländischer Regattasegler
- Wilkinson, Michael (* 1970), australischer Kostümbildner
- Wilkinson, Mike (* 1981), US-amerikanisch-mazedonischer Basketballspieler
- Wilkinson, Monty, US-amerikanischer Jurist und Politiker
- Wilkinson, Morton S. (1819–1894), US-amerikanischer Politiker der Republikanischen Partei
- Wilkinson, Neil (1955–2016), englischer Fußballspieler
- Wilkinson, Neil (* 1967), kanadischer Eishockeyspieler
- Wilkinson, Nicholas (* 1988), norwegisch-britischer Politiker
- Wilkinson, Ollie (* 1944), irischer Politiker
- Wilkinson, Paul (1937–2011), britischer Politikwissenschaftler, Hochschullehrer und Terrorismusexperte
- Wilkinson, Paul (* 1964), englischer Fußballspieler
- Wilkinson, Peter (1933–2014), britischer Marathonläufer
- Wilkinson, Ray, US-amerikanischer Filmtechnikpionier und Ingenieur
- Wilkinson, Rhian (* 1982), kanadische Fußballspielerin und -trainerin
- Wilkinson, Richard G. (* 1943), britischer Gesundheitswissenschaftler und emeritierter Professor
- Wilkinson, Richard H. (* 1951), amerikanischer Ägyptologe
- Wilkinson, Richard James (1867–1941), britischer Orientalist und Kolonialbeamter
- Wilkinson, Roderick (1917–2004), schottischer Schriftsteller
- Wilkinson, Ruth (1901–1985), neuseeländische Apothekerin, Lokalhistorikerin und Autorin einiger Bücher
- Wilkinson, Sarah H., US-amerikanische Schauspielerin und Tänzerin
- Wilkinson, Shaun (* 1981), englischer Fußballspieler
- Wilkinson, Shaun (* 1992), englischer Dartspieler
- Wilkinson, Spenser (1853–1937), britischer Militärhistoriker und Literaturkritiker
- Wilkinson, Stephen (* 1956), britischer Schriftsteller, Journalist und Übersetzer
- Wilkinson, Theodore Stark (1847–1921), US-amerikanischer Politiker
- Wilkinson, Toby (* 1969), britischer Ägyptologe
- Wilkinson, Tom (1948–2023), britischer SchauspielerTom Wilkinson (1948–2023)

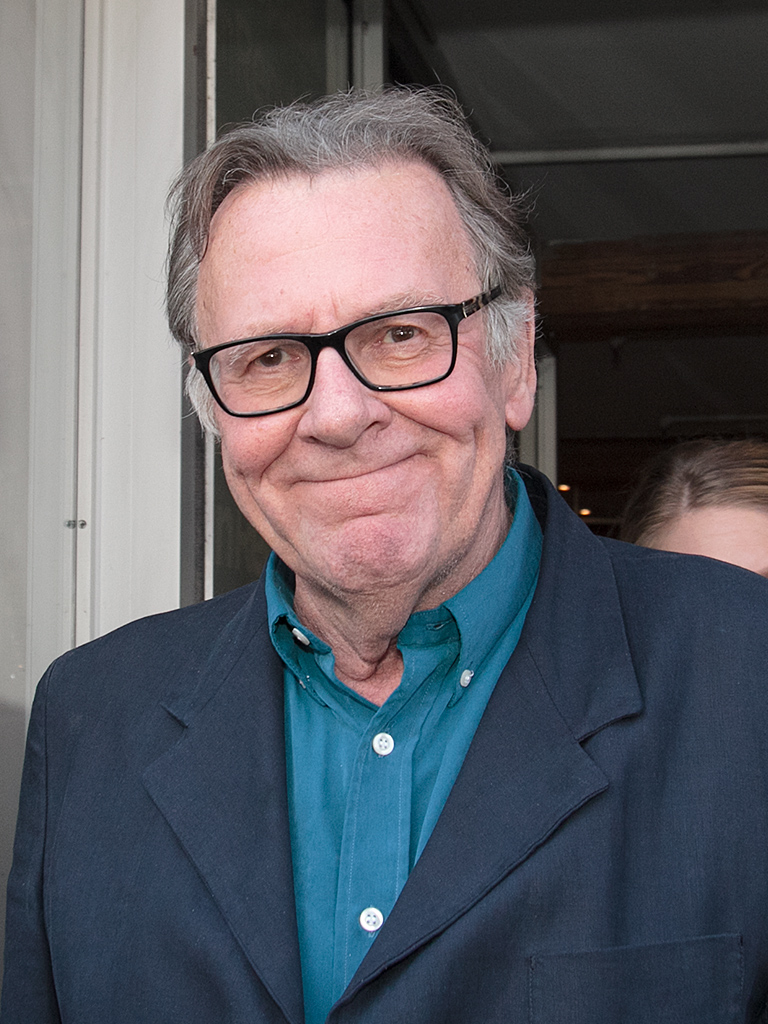
Tom Wilkinson (1948–2023)

- Wilkinson, Trevor (1923–2008), englischer Automobilkonstrukteur
- Wilkinson, Wallace G. (1941–2002), US-amerikanischer Politiker
- Wilkinson, Walter (* 1944), britischer Mittelstreckenläufer
- Wilkinson, William Boutland (1819–1902), britischer Bauingenieur
- Wilkison, Tim (* 1959), US-amerikanischer Tennisspieler
- Wilkizki, Andrei Ippolitowitsch (1858–1913), russischer Hydrograph und Geodät
- Wilkizki, Boris Andrejewitsch (1885–1961), russischer Marineoffizier und Hydrograph

### Wilko
- Wilko, Ray (* 1968), Schweizer Singer-Songwriter und Gitarrist
- Wiłkomirska, Maria (1904–1995), polnische Pianistin, Kammermusikerin und Musikpädagogin
- Wiłkomirska, Wanda (1929–2018), polnische Violinistin
- Wiłkomirski, Alfred (1873–1950), polnischer Geiger, Bratschist und Musikpädagoge
- Wilkomirski, Binjamin (* 1941), Schweizer Autor
- Wiłkomirski, Kazimierz (1900–1995), polnischer Komponist, Cellist, Dirigent und Musikpädagoge
- Wiłkomirski, Michał (1902–1989), polnischer Geiger, Bratschist und Musikpädagoge
- Wilkoń, Józef (* 1930), polnischer Maler, Bildhauer, Bildwirker und Illustrator von Kinderbüchern
- Wilkońska, Paulina (1815–1875), polnische Schriftstellerin
- Wilkosz, Jusup (1948–2019), deutscher Bodybuilder
- Wilkowa, Taissija Alexandrowna (* 1996), russische Schauspielerin
- Wilkowiecki, Robert (* 1994), polnischer Triathlet
- Wilkowyski, Grigori Alexandrowitsch (* 1946), russischer Physiker

### Wilks
- Wilks, Allan R. (* 1954), US-amerikanischer Mathematiker und Informatiker
- Wilks, Eileen (* 1952), US-amerikanische Romance-Autorin
- Wilks, Ella (* 1985), neuseeländische Schauspielerin
- Wilks, Guy (* 1981), britischer Rallyefahrer
- Wilks, Michael, englischer Badmintonspieler
- Wilks, Mike (* 1947), britischer Künstler, Illustrator und Autor
- Wilks, Norman (1885–1944), kanadischer Pianist und Musikpädagoge
- Wilks, Samuel Stanley (1906–1964), US-amerikanischer Statistiker
- Wilksch, Hannes (* 2001), deutscher RadrennfahrerHannes Wilksch (* 2001)

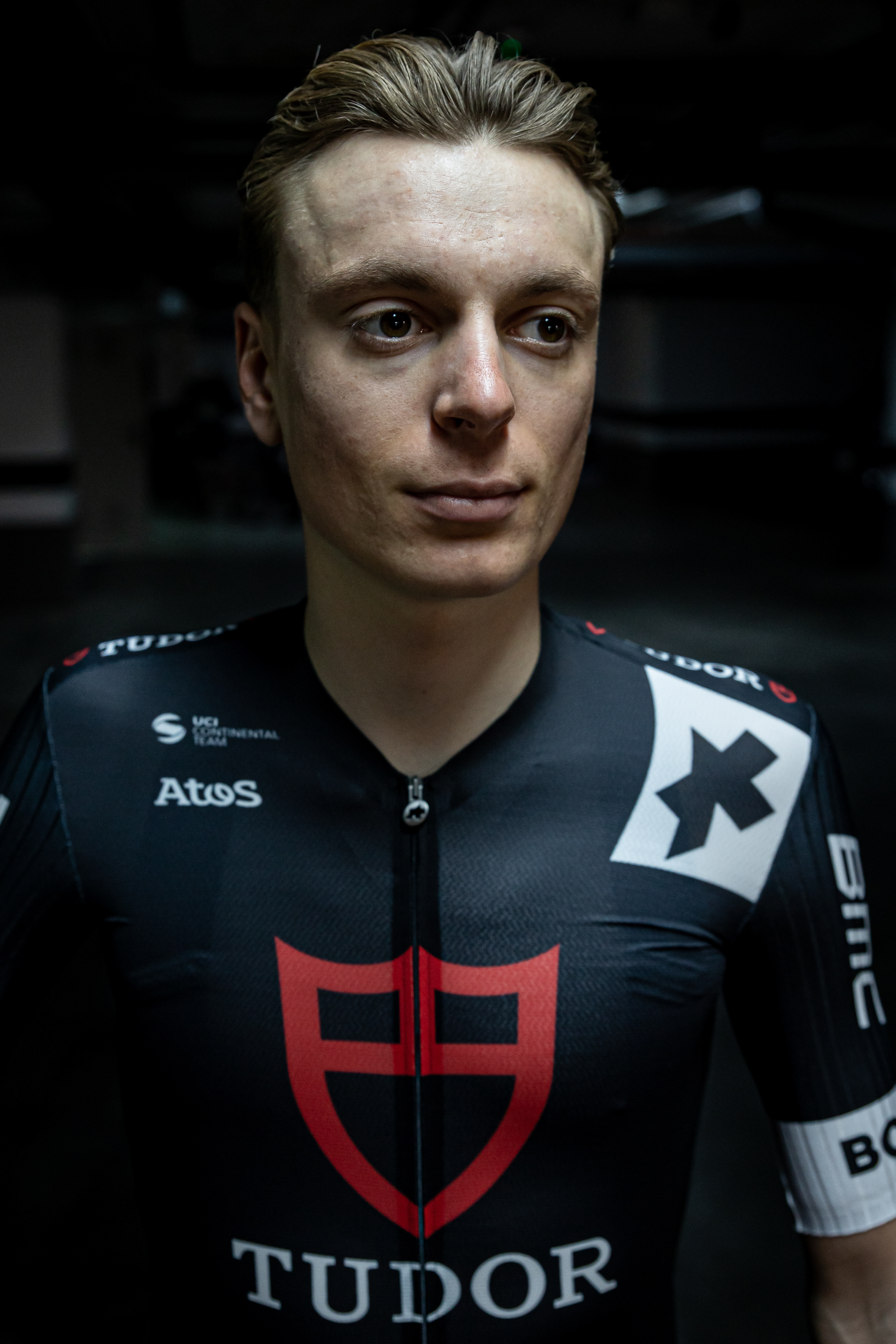
Hannes Wilksch (* 2001)

- Wilkshire, Luke (* 1981), australischer Fußballspieler

### Wilku
- Wilkul, Jurij (* 1949), ukrainischer Politiker und Hochschulrektor, Bürgermeister von Krywyj Rih
- Wilkul, Oleksandr (* 1974), ukrainischer Politiker, stellvertretender Ministerpräsident der Ukraine